# MechWarrior 5: Mercenaries
MechWarrior 5: Mercenaries est un jeu vidéo de mecha BattleTech développé par Piranha Games sorti le 10 décembre 2019 sur Windows. C'est le premier jeu de la série MechWarrior solo depuis 2002. Il est disponible en tant que titre exclusif d'Epic Games Store qui, comme d'autres jeux avec des offres d'exclusivité de la boutique en ligne, a été critiqué, bien qu'il soit actuellement disponible via Xbox Game Pass pour PC. Le rendu des graphismes du jeu est amélioré par le ray tracing qui est alimenté par le Nvidia RTX ainsi que DLSS (en). Le premier contenu téléchargeable additionnel du jeu sort au cours de la seconde moitié de 2020.

## Trame
MechWarrior 5: Mercenaries se déroule en 3015 au cours de la dernière décennie de la troisième guerre de succession. Le joueur incarne un MechWarrior débutant qui doit faire renaître de ses cendres une équipe de mercenaires qui a été anéantie. Ils sont en mesure d'accepter les contrats des différentes factions disponibles pendant cette période. La campagne s'étend jusqu'en 3049, juste avant l'invasion des Clans.

## Accueil
MechWarrior 5: Mercenaries reçoit des critiques « mitigées ou moyennes » selon l'agrégateur de critiques Metacritic.